# 江晓原
江晓原（1955年—），男，上海人，中国科学史家、性学家、科学文化专家，上海交通大学教授。

## 生平
江晓原初中毕业后因文化大革命，未能继续读高中，曾进入纺织厂当电工六年。恢复高考后考入南京大学天文系天体物理专业。1982年毕业，考入中国科学院自然科学史研究所，读了六年科学史研究生，1988年获得中国第一个天文学史博士学位。
江晓原曾在中国科学院上海天文台工作15年，1994年中国科学院特批晋升研究员，次年成为博士生导师。1999年春调入上海交通大学，出任中国第一个科学史系之首任系主任。2003年6月出任上海交通大学人文学院首任院长。2012年任上海交通大学科学史与科学文化研究院院长。

## 学术贡献
1997年至1999年在夏商周断代工程中负责两个专题：《武王伐纣时的天象研究》和《三代大火星象》。1998年12月20日断代工程会议上江晓原结论，武王伐紂是前1044年1月9日。